# علاقات الفلبين الخارجية

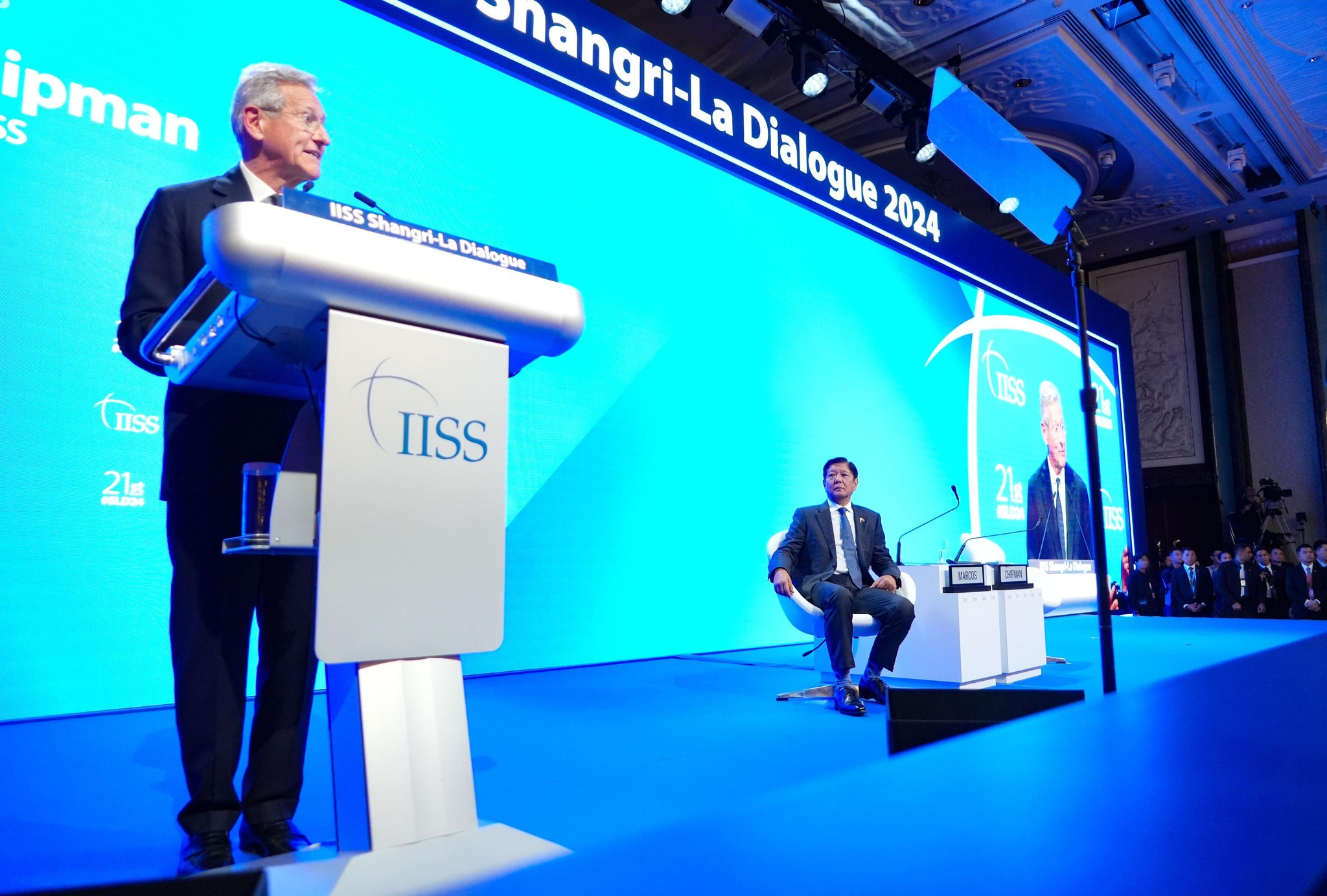
الرئيس الفلبيني بونج بونج ماركوس يحضر حوار شانغريلا في سنغافورة في 31 مايو 2024.

يتولّى رئيس الفلبين ووزارة الخارجية إدارة العلاقات الخارجية للفلبين. تتأثر الشؤون الدولية للفلبين بطبيعة علاقاتها مع جيرانها في جنوب شرق آسيا، والصين، والولايات المتحدة، والشرق الأوسط.
تُعتبر الفلبين من الدول الأعضاء المؤسسة لمنظمة الأمم المتحدة؛ وهي عضو منتخب في مجلس الأمن، وعضو مشارك في منظمة الأغذية والزراعة، ومنظمة العمل الدولية، واليونسكو، ومنظمة الصحة العالمية. على غرار معظم الدول، الفلبين من الدول الأعضاء في منظمة الإنتربول. وهي عضو كذلك في رابطة أمم جنوب شرق آسيا (أسيان)، وقمة شرق آسيا، وعضوٌ بصفة مراقب في رابطة الدول الكاريبية. كما انتسبت الفلبين إلى الاتحاد اللاتيني قبل زواله، وهي عضو في حلف جنوب وشرق آسيا (سياتو). مُعلِنةً نفسها دولةً مستقلة عن أي كتل دولية كبرى، فالفلبين عضو في حركة عدم الانحياز.
على المستوى الاقتصادي، تشترك الفلبين في منتدى التعاون الاقتصادي لدول آسيا والمحيط الهادئ، وبنك التنمية الآسيوي، وخطة كولومبو، ومجموعة 24، ومجموعة 20، ومجموعة 77، والبنك الدولي، والإحدى عشر القادمة، ومنظمة التجارة العالمية.

## السياسة الخارجية
تهدف السياسة الخارجية الفلبينية إلى النهوض بالمُثل والقيم الفلبينية، والتي تعني تعزيز الديمقراطية وترسيخ حقوق الإنسان في جميع أنحاء العالم.
تنخرط الفلبين بصورة فاعلة مع جيرانها الإقليميين في جنوب شرق آسيا من خلال رابطة دول جنوب شرق آسيا (بصفتها عضوًا مؤسسًا) سعيًا لتوثيق الانسجام، والاستقرار، والازدهار الإقليمي. لطالما دعمت الفلبين تيمور الشرقية منذ استقلالها، وكثّفت الروابط التجارية مع حلفائها التاريخيين إندونيسيا، وماليزيا، وسنغافورة، وتايلاند. حدثت انفراجة على صعيد العلاقات مع فيتنام وكمبوديا في تسعينيات القرن العشرين بعد انضمامهما إلى منظمة أسيان.
تضع جمهورية الفلبين نفسها في مصافّ حلفاء الولايات المتحدة المخلصين، ودعمت العديد من التوجّهات في السياسة الخارجية الأمريكية. يبدو ذلك جليًا في اشتراك الفلبين في حرب العراق والحرب على الإرهاب. وفي معرض حديثه عن هذا الدعم، أشاد الرئيس الأمريكي جورج بوش الابن بالفلبين باعتبارها معقلًا للديمقراطية في الشرق، وذكرها كأقدم حليف لأمريكا في آسيا. يُعتبر خطاب الرئيس بوش في 18 أكتوبر 2003 ثاني خطاب رئاسي أمريكي أمام الكونغرس الفلبيني؛ في حين كان أول خطاب هو الذي ألقاه الرئيس الأمريكي دوايت أيزنهاور.
بالنظر إلى طبيعة علاقتها المتينة مع الولايات المتحدة، سعت إدارة الرئيسة السابقة غلوريا ماكاباغال أرويو إلى مدّ جسور علاقات أوثق مع مستعمري بلادها سابقًا، إسبانيا. تبلورت تلك الفكرة بعد حضور الملك خوان كارلوس الأول والملكة صوفيا في 12 يونيو 1998 الاحتفال بالذكرى المئوية لاستقلال الفلبين عن إسبانيا. خلال فترة رئاستها، انطلقت الرئيسة ماكاباغال أرويو في زيارتين رسميتين إلى إسبانيا.على مدار السنوات الأخيرة، أولت الفلبين أهمية خاصة لعلاقاتها مع الصين، وأنشأت درجةً عالية من التعاون معها.
شاركت القوات المسلحة الفلبينية في عدة نزاعات إقليمية، بما فيها الحرب الكورية وحرب فيتنام. وفي الفترة الأخيرة، أرسلت الفلبين قوات حفظ سلام إلى العراق جنبًا إلى جنب مع أطباء مدنيين، وممرضات، وقوات شرطة. وفي وقت لاحق، سُحبت البعثة الفلبينية كضمان للإفراج عن رهينة فلبيني. وضمن عملية حفظ السلام التابعة للأمم المتحدة، أصبح الجنرال في الجيش الفلبيني خايمي دي لوس سانتوس أول قائد للقوات الموكلة إليها حفظ النظام في تيمور الشرقية.
تعيش الفلبين حالة توتر مع بعض الدول ذات المطالب السيادية المنافسِة على الأراضي والمياه الإقليمية المختلفة في بحر الصين الجنوبي. فالفلبين في نزاع مع الصين بخصوص حقلي الغاز كاماغو ومالامبايا. كما أنهما في حالة نزاع بشأن مياه سكاربورو الضحلة. إضافة إلى ما سبق، فالفلبين جزء من نزاع جزر سبراتلي بمطالبها المتنازع عليها.
اتّسمت علاقات الفلبين مع الدول الآسيوية الأخرى بالقوة. على سبيل المثال، ترتبط اليابان مع الفلبين بعلاقة وثيقة، نظرًا لمنحها المساعدات باستمرار. في الآونة الأخيرة، توسعت العلاقات مع الصين، وخصوصًا من الناحية الاقتصادية. أسفر وجود جالية كبيرة من المغتربين الكوريين الجنوبيين في الفلبين عن اتساع العلاقات بين البلدين. الهند كذلك شريك مهم للفلبين، مثلها مثل دول تقع خارج آسيا، كأستراليا، والمكسيك، ونيوزيلندا، والمملكة العربية السعودية.
في السنوات الأخيرة، أخذت الفلبين تنأى بنفسها عن الغرب بفضل دورها النشط في حركة عدم الانحياز ومجموعة 77. يُذكر أن هذا انعكس في مواقفها الأخيرة من كوسوفو، وإيران، وإسرائيل. وتوطدت علاقات الفلبين مع اليابان، وإندونيسيا، وأستراليا، وفيتنام بصورة أعمق بسبب درجة التعاون الأوثق بينها على الصُعُد الدبلوماسية، والاقتصادية، والثقافية، والدفاعية الإقليمية، وبسبب اشتعال النزاعات الإقليمية في بحر الصين الجنوبي.

## العلاقات مع الدول والأقاليم بالتفصيل

### آسيا
| الدولة        | تاريخ بدء العلاقات الرسمية | ملاحظات |
| أذربيجان      | 27 مارس 1992               | تسلّم الرئيس الأذربيجاني إلهام علييف أوراق اعتماد السفيرة الفلبينية الجديدة لدى أذربيجان مارلين جوسيان ألاريلا. وخلال اجتماع بعد الحفل، أبلغت السفيرة تحيات الرئيس الفلبيني بنيغنو آكينو إلى الرئيس الأذربيجاني. وأشارت إلى أن الفلبين تولي أهمية كبيرة إلى تنمية التعاون مع أذربيجان في مختلف المجالات، بما في ذلك الطاقة، والعلوم، والتكنولوجيا. وصرح الرئيس الأذربيجاني إلهام علييف عن إمكانية تطوير العلاقات الأذربيجانية الفلبينية على عدة صُعد، وخصوصًا الاقتصادية. |
| البحرين       | يناير 1978                 | |
| بنغلاديش      | 24 فبراير 1972             | |
| بوتان         | غير محدد                   | حتى الآن لم تُنشئ الفلبين علاقات دبلوماسية مع بوتان. بالرغم من ذلك، فقد زار العديد من أعضاء مجلس الشيوخ وكبار الشخصيات الفلبينية بوتان، وأعربوا عن نيتهم استنساخ رؤية بوتان التنموية المعروفة باسم ناتج الإجمالي المحلي من السعادة في الفلبين، معتبرين أنها وسيلة فعالة وناجعة لتعزيز بناء الأمة، والحفاظ على البيئة، ونشر الثقافة، وحقوق الإنسان. في سبتمبر 2014، زار رئيس وزراء بوتان الفلبين ومقر بنك التنمية الآسيوي في العاصمة مانيلا. في العام 2014، أجرى مسؤولون من حكومة بوتان الملكية زيارةً لمركز الشراكة بين القطاعين العام والخاص في الفلبين لاكتساب فهم أعمق لبرنامج الشراكة بين القطاعين العام والخاص. |
| سلطنة بروناي  | 1 يناير 1984               | في أبريل من العام 2009، وقعت الفلبين وبروناي مذكرة تفاهم بهدف تعزيز تعاونهما الثنائي في مجالات التجارة الزراعية، والابتكار، والاستثمارات. كما تُرسّخ مذكرة التفاهم التعاونَ الثنائي بين البلدين في جنوب شرق آسيا، وخصوصًا في مجالات الزراعة، والتجارة والاستثمارات ذات الصلة بالمزارع. اتفق البلدان على التعاون في مجالات علوم النباتات، وتكنولوجيا المحاصيل، وحفظ الخضار والفاكهة، والتكنولوجيا الأحيائية، وتكنولوجيا ما بعد الحصاد، والحيوانات الزراعية، والزراعة العضوية، والري والموارد المائية، وصناعة المنتجات الحلال.                                                                                           |
| بورما         | 29 سبتمبر 1956             | |
| كمبوديا       | أغسطس 1957                 | |
| الصين         | 9 يونيو 1975               | |
| تيمور الشرقية | 20 مايو 2002               | |
| الهند         | 26 نوفمبر 1949             | |
| إندونيسيا     | 24 نوفمبر 1949             | |
| إيران         | 22 يناير 1964              | |
| العراق        | 12 يناير 1975              | |
| إسرائيل       | 26 فبراير 1958             | صوتت الفلبين لصالح قرار الأمم المتحدة ذي الرقم 181 المتعلق بتقسيم فلسطين وإنشاء دولة إسرائيل في العام 1947. تُعتبر الفلبين من بين 33 دولة أيدت إنشاء إسرائيل والدولة الآسيوية الوحيدة التي صوتت لصالح القرار. |
| اليابان       | يوليو 1943                 | |
| الأردن        | 1 مارس 1976                | اتفقت الفلبين والأردن على إنشاء علاقات دبلوماسية رسمية وتبادل السفراء في 1 مارس 1976. |
| كازاخستان     | 19 مارس 1992               | |